# Amós
Amós fou el primer profeta del que s'han conservat oracles a l'Antic Testament. Donà el seu nom al Llibre d'Amós. En aquest llibre (7, 14a) afirma que certament ell és un profeta (nabí), però no un profeta professional (ben nabí), cosa que ha fet pensar que potser era un funcionari del culte dedicat a l'endevinació, o un profeta no d'ofici, és a dir cridat directament per Jahvè.

## Vida
Pastor i segurament propietari de ramats, va néixer a Tecoa, poblet a prop de Betlem. Va viure en temps de Jeroboam II (783-743 aC). Va denunciar la idolatria, les injustícies socials i la immoralitat ètica, i el culte corrupte reduït a l'exterioritat en uns temps pròspers. Predicà tant a Judà com a Israel, llavors regnes separats. Atacà els sacerdots i els poderosos per les injustícies contra els pobres, la qual cosa li provocà molts enemics i fou expulsat de Betel pel rei, a instància del sacerdot Amàsies. Destaquen també les seves profecies sobre el judici final, que ell considerava reservat a una minoria. No es coneix res dels seus últims anys ni de la seva mort.